# KBS杯将棋王戦
KBS杯将棋王戦（KBSはいしょうぎおうせん、KBS장기왕전）は、韓国のチャンギ棋戦、テレビ番組。韓国放送公社（KBS）の主催により2000年に開始し、全6回で終了した。2010年より名節の旧正月と秋夕に特別番組として放送されている。

## 優勝者
| 回 | 年度            | 優勝           | 準優勝     |
| -- | --------------- | -------------- | ---------- |
| 1  | 2000年 - 2001年 | キム・ミンス   | 成愚済     |
| 2  | 2001年 - 2002年 | イ・チョムソプ | パク・ケド |
| 3  | 2002年 - 2003年 | 金敬中         | 李陽根     |
| 4  | 2003年 - 2004年 | 黄文秀         | 安東建     |
| 5  | 2004年 - 2005年 | 金敬中         | 黄文秀     |
| 6  | 2005年 - 2006年 | 金奇影         | 宋鍾鎰     |